# Vallée de la Cynon
La Cynon Valley (en gallois : Cwm Cynon) est une ancienne vallée minière du Pays de Galles. 
Elle se situe entre Rhondda et la vallée de Merthyr et tire son nom de la rivière Cynon. Aberdare se trouve au nord de la vallée et Mountain Ash au sud. De 1974 à 1996, Cynon Valley a été un district administratif local.
Lors du recensement de 2001, Cynon Valley comptait 63 512 habitants, dont 12,1 % de langue galloise.

## Histoire
De 1974 à 1996, le district de Cynon Valley est l'un des trente-sept districts du Pays de Galles. Il est formé des districts urbains d'Aberdare et de Mountain Ash, de la paroisse de Rhigos du district rural de Neath et de la paroisse de Penderyn du Brecknockshire. Il est l'un des six districts du Mid Glamorgan et, en 1996, il fusionne avec l'autorité unitaire plus vaste de Rhondda Cynon Taf. Tout au long de l'existence du conseil, le Parti travailliste y détient la majorité des sièges. Le conseil était basé à Rock Grounds, sur High Street à Aberdare, un bâtiment construit en 1938 pour l'un de ses prédécesseurs, le conseil du district urbain d'Aberdare,,.

### Circonscription parlementaire et sénatoriale
En 1983, la circonscription parlementaire de Cynon Valley est créée pour l'élection d'un député à la Chambre des communes. Les limites de la circonscription sont identiques à celles du district administratif local,. 
En 1999, une circonscription de l'Assemblée galloise avec les mêmes limites est créée. L'année suivante, la circonscription est redéfinie comme étant composée de 15 circonscriptions électorales de l'arrondissement du comté de Rhondda Cynon Taf : Aberaman Nord, Aberaman Sud, Abercynon, Aberdare Est, Aberdare Ouest/Llwydcoed, Cilfynydd, Cwmbach, Glyncoch, Hirwaun, Mountain Ash East, Mountain Ash West, Penrhiwceiber, Pen-y-waun, Rhigos, Ynysybwl. 
Les deux villes principales sont Aberdare et Mountain Ash.

## Localités de la Cynon Valley
Près d'Aberdare
- Aberaman
- Abercwmboi (en)
- Abernant
- Cefn Rhigos
- Croesbychan
- Cwm-Hwnt
- Cwmaman
- Cwmbach
- Cwmdare
- Gadlys
- Godreaman
- Hirwaun
- Llwydcoed
- Trecynon
- Penderyn
- Penywaun
- Rhigos

Près de Mountain Ash
- Abercynon
- Mountain Ash/Aberpennar
- Caegarw
- Carnetown
- Cefnpennar
- Cwmpennar
- Fernhill
- Miskin
- Newtown
- Penrhiwceiber
- Perthcelyn
- Pontcynon
- Tyntetown
- Ynysboeth (en)